# Burgruine Harchheim
Die Burgruine Harchheim (Burgruine Struben, lokal als Ruine Burgstall bezeichnet) ist eine abgegangene Felsenburg auf einem Felsen oberhalb der Kleine-Kösslbach-Schlucht mitten in einem Naturschutzgebiet im Ortsteil Tullern der Gemeinde Sankt Aegidi im Bezirk Schärding in Oberösterreich.

## Lage
Der Burgstall liegt am rechten Ufer des Kleinen Kesselbaches, der gegenüber von Niederranna in die Donau mündet. Der untere Bachverlauf bildete früher eine natürliche Grenze zwischen den Herrschaften, Gemeinden und Pfarren, die teils Passau, teils Österreich zugerechnet wurden. Nach jahrhundertelangen Streitigkeiten um dieses Gebiet regelte erst ein 1765 zwischen Kaiserin Maria Theresia und dem Fürstbischof Leopold III. von Passau abgeschlossener Staatsvertrag, dass St. Aegidi zu Österreich gehört.

## Geschichte

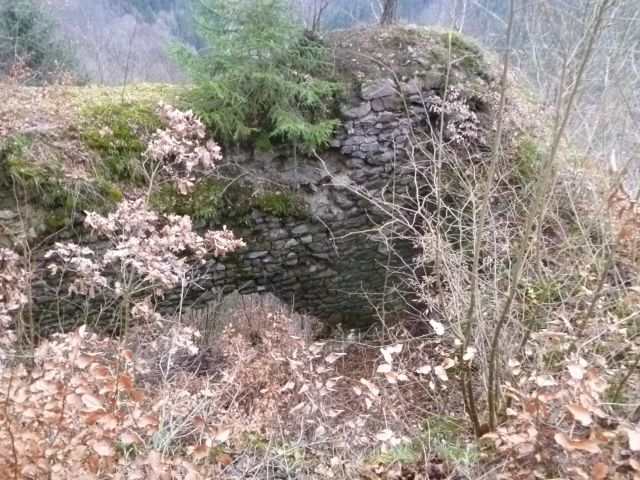
Nordseite mit abgebrochenen Mauerfuß (Januar 2012)

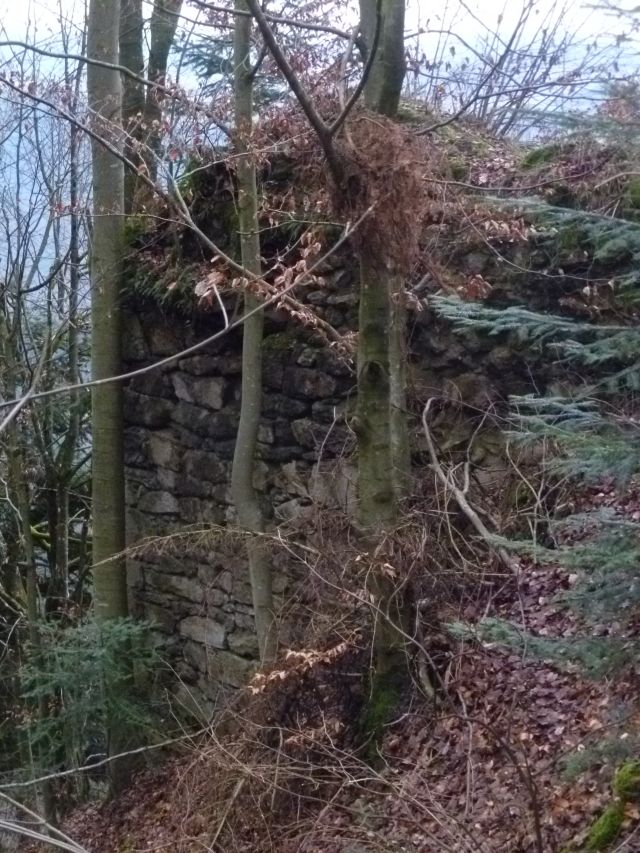
Westseite (Januar 2012)

Von der ehemaligen Burg sind nur wenige Nachrichten erhalten. Sie war wahrscheinlich der Stammsitz der altbayrischen Familie Struben, die in ihren Anfängen zu den unfreien Dienstleuten des Bistums Passau gehörte. Das hier zu Unrecht vermutete Geschlecht der Harchheimer bezieht sich hingegen auf den Sitz Hartheim bei Alkoven (1260 Heinrich von Harchhaim, 1307 Peter von Harchheim).
Im Jahr 1536 wird vom Landeshauptmann von Oberösterreich angeordnet, straffällige Bewohner von Niederkeßla in der Burg zu verurteilen und einzusperren. Da jedoch der Burgstall zu Beginn des 16. Jahrhunderts bereits sehr verfallen war, verlegte man ein halbes Jahrhundert später (1583) den Sitz des Gerichtes nach St. Aegidi. Der Großteil des Baumaterials wurde für den Neubau der St.-Pankratius-Kirche verwendet, die 1550 vom Engelszeller Abt Pankrazius an der Stelle eines früheren Baues errichtet wurde. Diese Kirche wurde 1784 durch Kaiser Joseph II. geschlossen. An ihrer Stelle errichtete man die heute noch bestehende St.-Pankratius-Kapelle.

## Ruine Harchheim heute
Von der früheren Burg ist nur mehr ein etwa stockhohes Mauergeviert am Rand steil abfallender Felsen erhalten. Die erhaltenen Mauerreste stellen die Talseite eines rechteckigen Gebäudes dar, das an der steilsten und tiefsten Stelle des Felsens aufgebaut wurde. Sie sind aus Bruchsteinmauerwerk mit zugehauenen Eckquadern errichtet und haben eine Mauerstärke bis etwa zwei Meter. Dieser Gebäudeteil konnte wegen seiner exponierten Lage nicht für den Kirchenbau abgetragen werden. Auf dem eigentlichen Burgberg sind keine Mauerreste mehr vorhanden.
Man erreicht die Burgstelle von St. Aegidi aus, wenn man auf der Roßgatterstraße über Schauern etwa 1,8 Kilometer fährt, dann den Mittelbach-Güterweg zum Erbhof Mittelbach Nr. 3 nimmt; von dort geht der Weg in den Wald und nach etwa 800 Metern erreicht man die Burgstelle. Eine andere Möglichkeit, die Burgstelle zu erreichen, ist der Ausgangspunkt von der St.-Pankratius-Kapelle, wobei man sehr genau auf die Wegmarkierungen achten und nach etwa 500 Meter eine Abzweigung nach links Richtung Kösslbachschlucht nehmen muss.